# المصرية للمطارات
الشركة المصرية للمطارات هي شركة مساهمة حكومية مصرية، تابعة للشركة المصرية القابضة للمطارات والملاحة الجوية، أنشأت سنة 2002، وذلك بقرار من وزير الطيران المدني أحمد شفيق، ويختص عمل الشركة في إنشاء وتجهيز وإدارة وصيانة وتشغيل واستغلال المطارات وأراضي النزول، إبرام العقود لتشغيل وإدارة وصيانة واستغلال المطارات وأراضي النزول، إنشاء شركات النشاط التجاري والمرتبطة بالنقل الجوي بكافة أنواعه، إبرام وتنفيذ التعاقدات الخاصة بشغل الأماكن المختلفة بالمطارات وبمراعاة أمن الطائرات والركاب، الاختصاصات التي كانت تباشرها الهيئة المصرية العامة للطيران المدني فيما يخص المطارات بالقانون رقم 119 لسنة 1983 والقانون رقم 3 لسنة 1997.

## المطارات التي تقوم بإدارتها
تقوم الشركة بإدارة عدة مطارات داخل مصر هي:
- مطار الغردقة الدولي.
- مطار الأقصر الدولي.
- مطار أسوان الدولي.
- مطار أسيوط الدولي.
- مطار أبو سمبل.
- مطار الإسكندرية الدولي.
- مطار شرم الشيخ الدولي.
- مطار طابا الدولي.
- مطار مرسى مطروح الدولي.
- مطار بورسعيد
- مطار ابورديس
- مطار الطور
- مطار سفنكس
- مطار 6 اكتوبر
- مطار العريش
- مطار سوهاج
- مطار العاصمة الإدارية
- مطار شرق العوينات
- مطار الداخلة
- مطار الخارجة

## وصلات خارجية
- الموقع الرسمي للشركة.
- الصفحة الرسمية للشركة على موقع فيس بوك.